# Roger Maris
Roger Eugene Maris, född den 10 september 1934 i Hibbing i Minnesota, död den 14 december 1985 i Houston i Texas, var en amerikansk professionell basebollspelare som spelade tolv säsonger i Major League Baseball (MLB) 1957–1968. Maris var outfielder, främst rightfielder.
Maris är mest känd för att han 1961 slog legendaren Babe Ruths klassiska MLB-rekord i antal homeruns under en säsong. Maris slog 61 homeruns, en mer än Ruth slog 1927. Att Maris slog rekordet togs inte emot väl av alla på grund av Ruths status och popularitet och det fanns de som ansåg att Maris rekord borde vara försett med en asterisk (*) i rekordböckerna eftersom han slog rekordet när man spelade 162 matcher per säsong i MLB, medan man på Ruths tid bara spelade 154 matcher. Maris rekord stod sig till 1998, då det överträffades av både Mark McGwire (70) och Sammy Sosa (66) efter en globalt uppmärksammad rekordjakt. För American League stod rekordet kvar ända till 2022, då det slogs av Aaron Judge (62), vilket också det fick mycket uppmärksamhet.
Bland Maris övriga meriter kan nämnas att han vann World Series tre gånger, togs ut till MLB:s all star-match sju gånger samt att han vann två MVP Awards och en Gold Glove Award. Hans tröjnummer 9 har pensionerats av New York Yankees.

## Uppväxt
Maris föräldrar var av kroatiskt ursprung och hans efternamn var ursprungligen Maras (familjen ändrade det till Maris 1955). Han föddes 1934 i Hibbing i Minnesota, men familjen flyttade några år senare till Fargo i North Dakota. Maris hade en ett år äldre bror, Rudy, och under skoltiden i Fargo deltog båda bröderna i flera idrotter; basket, amerikansk fotboll, friidrott med mera. Då deras skola på grund av det nordliga klimatet inte hade något basebollag spelade de baseboll i en ungdomsliga (American Legion Baseball) under somrarna. Båda bröderna var duktiga i alla idrotterna, men Rudy blev sjuk i polio 1951 och även om han tillfrisknade efter en tid blev han idrottsmässigt aldrig densamma igen.
Maris sommarjobbade med att lägga järnvägsräls. Efter high school blev han erbjuden att få spela amerikansk fotboll för University of Oklahoma, men tackade nej. Han innehar för övrigt ett high school-rekord i amerikansk fotboll; han gjorde under en match fyra kickoff return touchdowns.

## Karriär

### Major League Baseball

#### Cleveland Indians

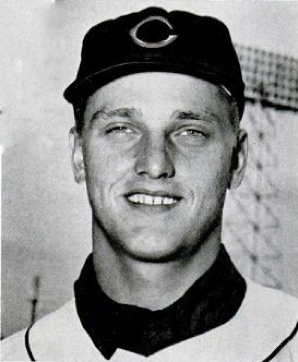
Maris i Cleveland Indians dräkt 1957.

Maris skrev inför 1953 års säsong på för Cleveland Indians. Kontraktet var värt 10 000 dollar, med en bonus på ytterligare 5 000 dollar om han lyckades ta sig till MLB. Han inledde sin proffskarriär den säsongen i Indians farmarklubbssystem och arbetade sig uppåt i systemet tills han fick debutera i MLB för Indians den 16 april 1957.
Maris deltog i 116 matcher 1953 med ett slaggenomsnitt på 0,235, 14 homeruns och 51 RBI:s (inslagna poäng). I mitten av juni året efter trejdades han till Kansas City Athletics tillsammans med Dick Tomanek och Preston Ward i utbyte mot Woodie Held och Vic Power.

#### Kansas City Athletics
Maris spelade totalt 150 matcher 1958 för Indians och Athletics, med ett slaggenomsnitt på 0,240, 28 homeruns och 80 RBI:s. Året efter det togs han för första gången ut till MLB:s all star-match (den andra av de två matcher som spelades den säsongen). Han spelade 122 matcher den säsongen och höjde sitt slaggenomsnitt till 0,273 samtidigt som han hade 16 homeruns och 72 RBI:s.
I december 1959 trejdades Maris tillsammans med Joe DeMaestri och Kent Hadley till New York Yankees i utbyte mot Hank Bauer, Don Larsen, Norm Siebern och Marv Throneberry.

#### New York Yankees
Maris hade en mycket fin första säsong för Yankees 1960, då han togs ut till båda all star-matcherna och vann American Leagues (AL) MVP Award efter att på 136 matcher ha haft ett slaggenomsnitt på 0,283, 39 homeruns och 112 RBI:s. Han var bäst i AL i RBI:s, slugging % (0,581) och extra-base hits (64) samt bäst i hela MLB i at bats per homerun (12,79). För sitt defensiva spel i outfield belönades han med en Gold Glove Award.
Det var under 1961 års säsong som Maris slog Babe Ruths 34 år gamla klassiska rekord på 60 homeruns under en säsong. Eftersom AL hade utökats från åtta till tio klubbar 1961 förlängdes spelschemat i grundserien från 154 till 162 matcher. Det sägs att Maris inför säsongen tillfrågades om detta kunde innebära att någon skulle kunna slå Ruths rekord, varpå han svarade att han inte trodde att någon skulle kunna röra rekordet eftersom det var sällan som någon slog ens 50 homeruns. Dåvarande kommissarien (commissioner) Ford Frick sade redan i mitten av säsongen att han ansåg att om någon slog Ruths rekord först efter det att 154 matcher hade spelats borde det på något sätt markeras i rekordböckerna och en journalist föreslog en asterisk. Det finns dock inget belägg för att Maris rekord verkligen försågs med en asterisk.

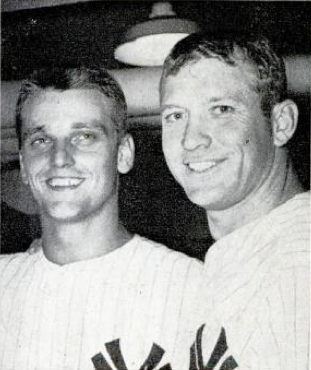
Maris (till vänster) och Mickey Mantle (The M&M Boys) 1961.

Maris var inte den enda spelaren som jagade Ruths rekord 1961. Även hans lagkamrat Mickey Mantle såg länge ut att hota rekordet innan en skada hindrade honom. Maris slog till slut sin 61:a homerun i Yankees 162:a och sista match för säsongen. Hans jakt på Ruths rekord sågs inte med blida ögon av alla och han fick utstå en del kritik och erhöll även hatbrev från supportrar som inte ville att han skulle slå rekordet. Icke desto mindre vann han sin andra MVP Award i rad och togs återigen ut till båda all star-matcherna. Han spelade 161 matcher och hade ett slaggenomsnitt på 0,269 och 141 RBI:s. Förutom i homeruns var han bäst i MLB i poäng (132) och total bases (366) samt dessutom bäst i AL i extra-base hits (81) och delat bäst i RBI:s. I slutspelet gick Yankees hela vägen och vann World Series.
1962 spelade Maris 157 matcher med ett slaggenomsnitt på 0,256, 33 homeruns och 100 RBI:s. För tredje året i rad togs han ut till båda all star-matcherna. Yankees vann World Series för andra året i rad.
Under de följande säsongerna drabbades Maris av flera olika skador. Han spelade bara 90 matcher 1963 på grund av ryggproblem, med ett slaggenomsnitt på 0,269, 23 homeruns och 53 RBI:s. 1964 hade han problem med ett ben och spelade 141 matcher med ett slaggenomsnitt på 0,281, 26 homeruns och 71 RBI:s. 1965 skadade han först hamstringsmusklerna och sedan handleden och deltog bara i 46 matcher, under vilka han hade ett slaggenomsnitt på 0,239, åtta homeruns och 27 RBI:s. Under 1966 års säsong, hans sista för Yankees, hade han ont i en hand som senare visade sig ha ett brutet ben och hämmades av detta. På 119 matcher var hans slaggenomsnitt 0,233 och han hade 13 homeruns och 43 RBI:s.
I december 1966 trejdades Maris till St. Louis Cardinals i utbyte mot Charley Smith.

#### St. Louis Cardinals
Maris avslutade karriären med två säsonger för Cardinals. 1967 spelade han 125 matcher med ett slaggenomsnitt på 0,261, nio homeruns och 55 RBI:s. Cardinals vann World Series och Maris bidrog där med ett slaggenomsnitt på 0,385, en homerun och sju RBI:s. Det var hans tredje och sista World Series-titel.
1968 spelade Maris 100 matcher med ett slaggenomsnitt på 0,255, fem homeruns och 45 RBI:s. Han deltog i slutspelet i sitt sjunde och sista World Series. Därefter avslutade han karriären, delvis på grund av de många skador han drabbats av.

## Efter karriären
Efter sin karriär flyttade Maris till Gainesville i Florida, där han tillsammans med sin bror startade ett företag som distribuerade öl i centrala Florida. Han var även tränare i baseboll för Oak Hall High School (vars basebollplan senare namngavs efter honom; Roger Maris Field).
1983 drabbades Maris av non-Hodgkins lymfom, en form av blodcancer, och avled i sviterna av sjukdomen på ett sjukhus i Houston i Texas den 14 december 1985. Han var gift och hade tillsammans med sin fru Patricia fyra söner och två döttrar.
Sedan 1984 spelas varje år en kändisturnering i golf (Roger Maris Celebrity Golf Tournament), en turnering i Fargo som Maris själv var med och startade där intäkterna bland annat går till cancerforskning och till Roger Maris Cancer Center i Fargo.

### Hall of fame
Maris har inte blivit invald i National Baseball Hall of Fame. Han fanns med på valsedeln från 1974 till 1988, men fick som bäst 43 % av rösterna (det krävdes 75 %). Han fick en ny chans vid 2022 års omröstning då flera spelare som inte invalts tidigare kunde röstas in av en särskild kommitté (Golden Days Era Committee). Maris fick dock inte heller denna gång tillräckligt många röster för att väljas in.

## Meriter

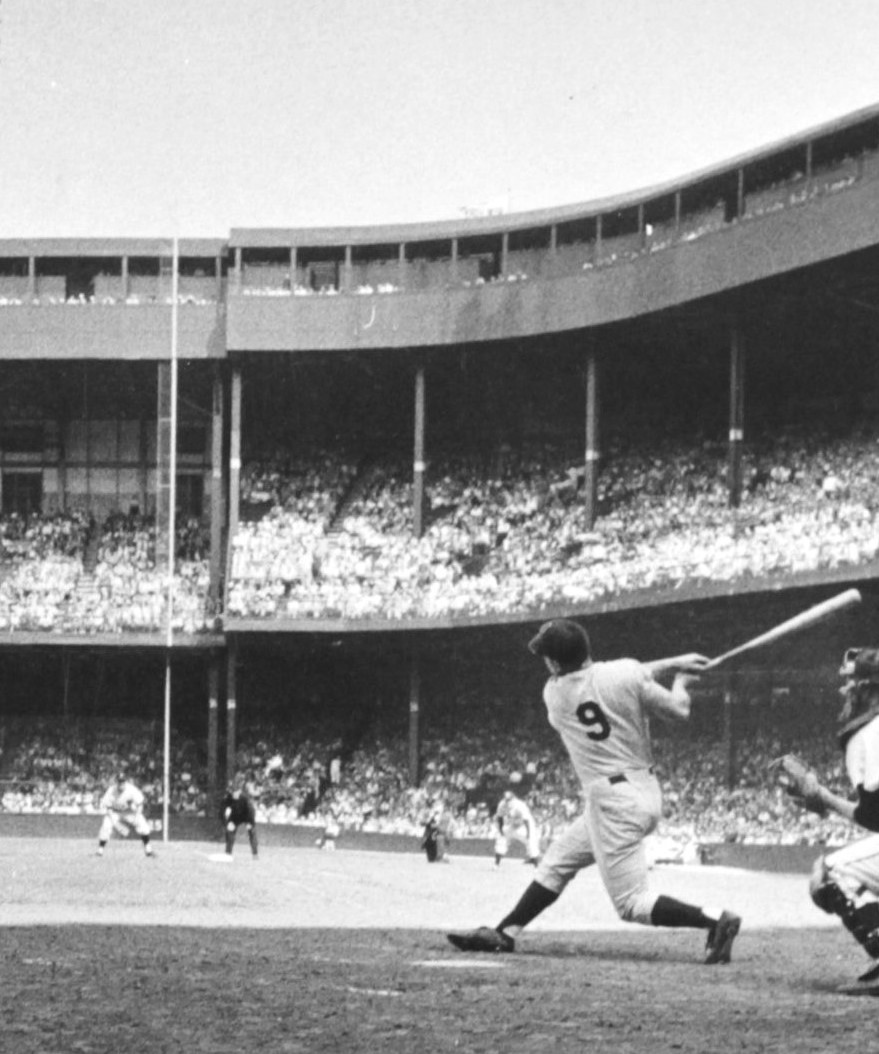
Maris slår sin 58:e homerun 1961 i Tiger Stadium i Detroit.

### Titlar
- 3 x World Series-mästare (1961, 1962, 1967)
- 5 x American League-mästare (1960, 1961, 1962, 1963, 1964)
- 2 x National League-mästare (1967, 1968)

### Utmärkelser
- 7 all star-matcher (1959, 1960*, 1961*, 1962*) (*två matcher)
- 2 American League MVP Awards (1960, 1961)
- 1 Gold Glove Award (1960)

### Statistiskt
- 2 x flest RBI:s i American League (AL) (1960, 1961)
- 2 x flest extra-base hits i AL (1960, 1961)
- 1 x flest homeruns i AL (1961)
- 1 x högst slugging % i AL (1960)
- 1 x flest poäng i AL (1961)
- 1 x flest total bases i AL (1961)
- 1 x lägst antal at bats per homerun i AL (1960)

### Övrigt
- Tröjnummer 9 pensionerat av New York Yankees (1984)[17]

## Statistik
| M     | AB    | R   | H     | TB    | 2B  | 3B | HR  | RBI | BB  | SO  | SB | AVG   | OBP   | SLG   | OPS   |
| ----- | ----- | --- | ----- | ----- | --- | -- | --- | --- | --- | --- | -- | ----- | ----- | ----- | ----- |
| 1 463 | 5 101 | 826 | 1 325 | 2 429 | 195 | 42 | 275 | 850 | 652 | 733 | 21 | 0,260 | 0,345 | 0,476 | 0,821 |

## Övrigt
I ett köpcentrum i Fargo lät man 1984 inrätta ett museum med gratis inträde; The Roger Maris Museum.
2001 släpptes filmen 61*, som handlar om Maris och Mickey Mantles jakt på Babe Ruths rekord under 1961 års säsong, på HBO. Filmen regisserades av Billy Crystal och i huvudrollerna fanns Barry Pepper som Maris och Thomas Jane som Mantle.